# Banalidad (derecho señorial)

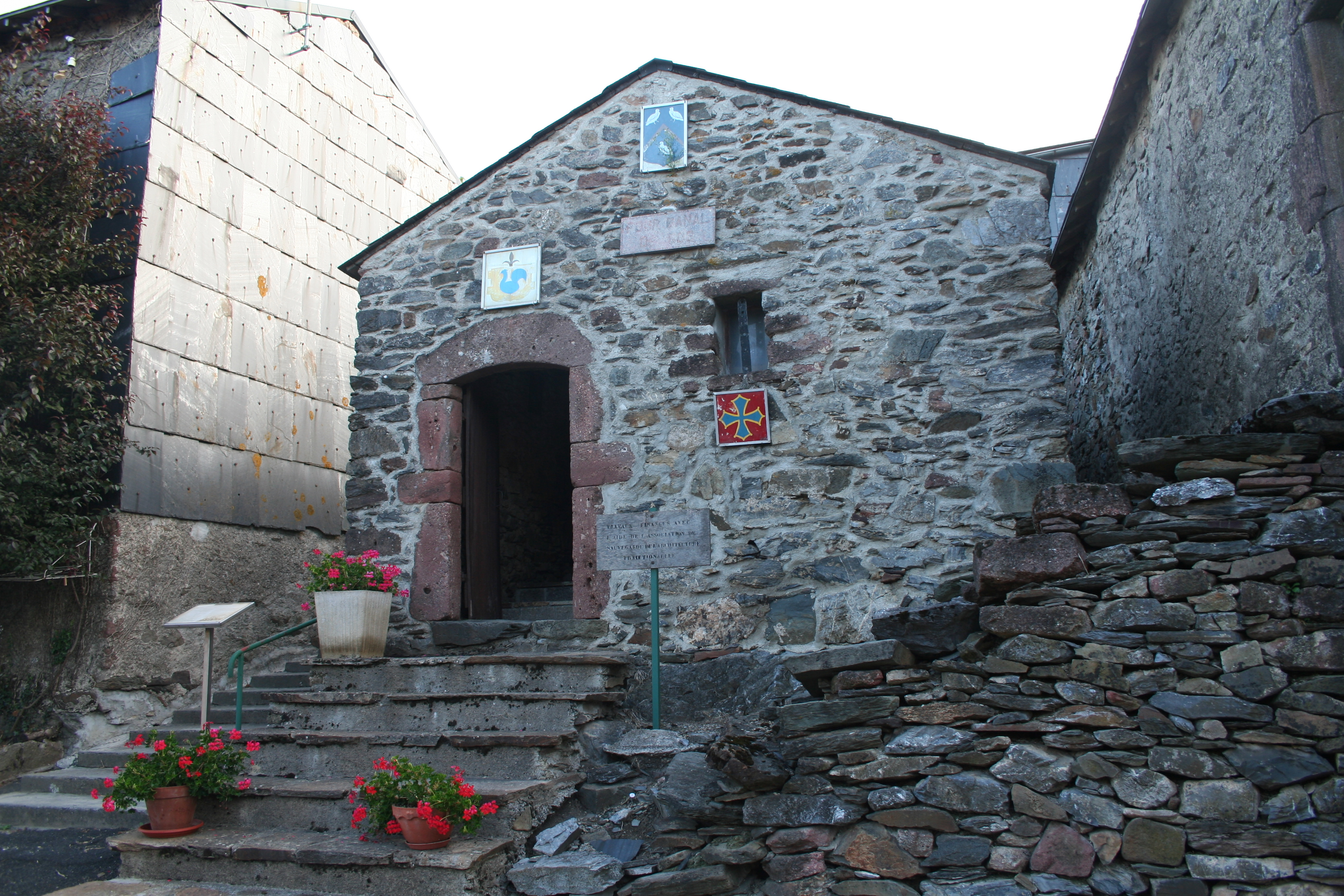
Horno banal en la comuna de Barre.

Las banalidades eran, en el sistema feudal, las instalaciones técnicas que el señor feudal tenía la obligación de mantener y de poner a disposición de todos los habitantes del señorío, y como contrapartida, esos habitantes solamente podían utilizar, mediante pago, esas instalaciones técnicas. Así se constituía pues una serie de monopolios tecnológicos, que al campesino le resultaba muy caro pagar, y que cuando la cosecha era mala sencillamente lo arruinaba.
Las principales banalidades fueron:
- el horno banal (taxado para el horneado);[3]

- el molino banal;[4]

- la prensa banal;[3]

- el mercado de vinos.

Las instalaciones banales (hornos de pan, molinos, prensas), no deben ser confundidas con las instalaciones comunitarias, mucho más corrientes en esos días, y cuyo mantenimiento y gestión era responsabilidad de la respectiva comunidad. En efecto, las instalaciones banales siempre eran mantenidas, gestionadas, y explotadas, por el respectivo señor feudal, quien daba los servicios e imponía unilateralmente los precios y las condiciones a los usuarios que vivían en el señorío, y que estaban obligados a contratar esos servicios.
Otro de los derechos señoriales era la llamada banalité de tor et ver, que exclusivamente daba al señor feudal el derecho de poseer un toro y/o un cerdo macho. Así, la reproducción de los animales también podía estar sujeta a regalía, en beneficio de su propietario.
Los privilegios citados fueron abolidos en la noche del 4 de agosto de 1789, y fueron abolidos definitivamente sin derecho a compensación el 17 de julio de 1793 (en la Convención montañesa).